# Bernardo Poli
Bernardo Poli (San Giovanni Lupatoto, 27 marzo 1915 – Milano, 2 marzo 1944) è stato un calciatore italiano, di ruolo difensore.

## Carriera
Cresciuto nelle squadre ULIC milanesi del Dopolavoro Aziendale Lucchini-Perego (dove giocava come centromediano) e nell'Half 1919, squadra quest'ultima che lo utilizza nel torneo estivo indetto dalla Gazzetta dello Sport del 1934.
Il Milan lo fa suo schierandolo nella squadra allievi allenata da Adolfo Baloncieri. Ottimo il suo comportamento durante la "Coppa Dago" del 1935 e il successo nel campionato lombardo 1935-1936 di Seconda Divisione che gli permette di entrare nella rosa della prima squadra, senza peraltro collezionare alcuna presenza
Dopo aver giocato nel Schio passa in prestito militare al Padova dove rimane due stagioni. Nel 1938 il Milano lo cede in prestito al Brescia. Dal 1939 al 1942 gioca invece per l'Ambrosiana-Inter dove si laurea Campione d'Italia nella stagione 1939-1940. Passato poi per una stagione allo Spezia, nella stagione 1943-1944 torna a vestire la maglia dell'Ambrosiana-Inter.
Sarà quella la sua ultima stagione. Vittima di un non meglio precisato incidente bellico (era sergente aviatore), muore infatti a Milano il 2 marzo 1944 all'età di 28 anni. In carriera ha totalizzato complessivamente 45 presenze e 2 reti nella Serie A a girone unico e 37 presenze ed una rete in Serie B.

## Palmarès
- Campionato italiano: 1

Ambrosiana-Inter: 1939-1940
- Campionato italiano di Serie C: 2

Padova: 1936-1937
Brescia: 1938-1939